# Mycalesis cacodaemon
Mycalesis cacodaemon är en fjärilsart som beskrevs av Kirsch 1877. Mycalesis cacodaemon ingår i släktet Mycalesis och familjen praktfjärilar. Inga underarter finns listade i Catalogue of Life.